# Domps
Domps é uma comuna francesa na região administrativa da Nova Aquitânia, no departamento de Alto Vienne. Estende-se por uma área de 13,54 km². Em 2010 a comuna tinha 116 habitantes (densidade: 8,6 hab./km²).